# Clarias laeviceps
Clarias laeviceps és una espècie de peix de la família dels clàrids i de l'ordre dels siluriformes.